# Afula
Afula (en hebreo: עֲפוּלָה, en árabe: العفولة, al-ʻAfūlaḧ) es una ciudad en el Distrito Norte de Israel, también conocida como la "Capital del Valle", Valle de Jezreel. De acuerdo con la Oficina Central de Estadísticas de Israel (CBS), en el 2016 tenía una población provisional total de 47.014 habitantes.

## Etimología
Durante el Imperio otomano existió una pequeña villa árabe llamada el-'Afuleh, también llamada Affule en la región. El nombre actual puede provenir de una derivación de la mencionada villa.

## Historia
Como consecuencia de la destrucción del reino de Israel, el área estuvo inhabitada, varias excavaciones han revelado artefactos relacionados con los persas y romanos. Un antiguo montículo conocido como Tel 'Afula, ubicado en el corazón de la actual Afula, sugiere que estuvo habitado de manera casi continua desde el período calcolítico tardío hasta el período ayyubí en el siglo XIII. Contiene los restos de una fortaleza que se han descubierto. Una torre cruzada fortificada, de 19 metros cuadrados, se encuentra en el centro, mientras que la capa superior restante está hecha de sarcófagos romanos reutilizados. La pared tiene un total de 5,5 metros de altura. Los restos de cerámica indican que estuvo ocupado en los siglos XII y XIII.
En 1875 Victor Guérin describió la ciudad como una pequeña villa en una colina, con casas construidas de materiales rústicos.
De acuerdo con un censo realizado en 1922 bajo el mandato británico en la región, Afula tenía 563 habitantes, entre ellos musulmanes, cristianos y judíos. En 1925 la ciudad actual fue fundada por el grupo American Zionist Commonwealth al realizar la compra del Valle de Afula. Los judíos comenzaron a llegar cuando la ciudad estaba en desarrollo.
En un nuevo censo del año 1931 la población subió a 874 y los judíos se convirtieron en la comunidad más grande de la ciudad, seguido de los musulmanes y cristianos.

## Demografía

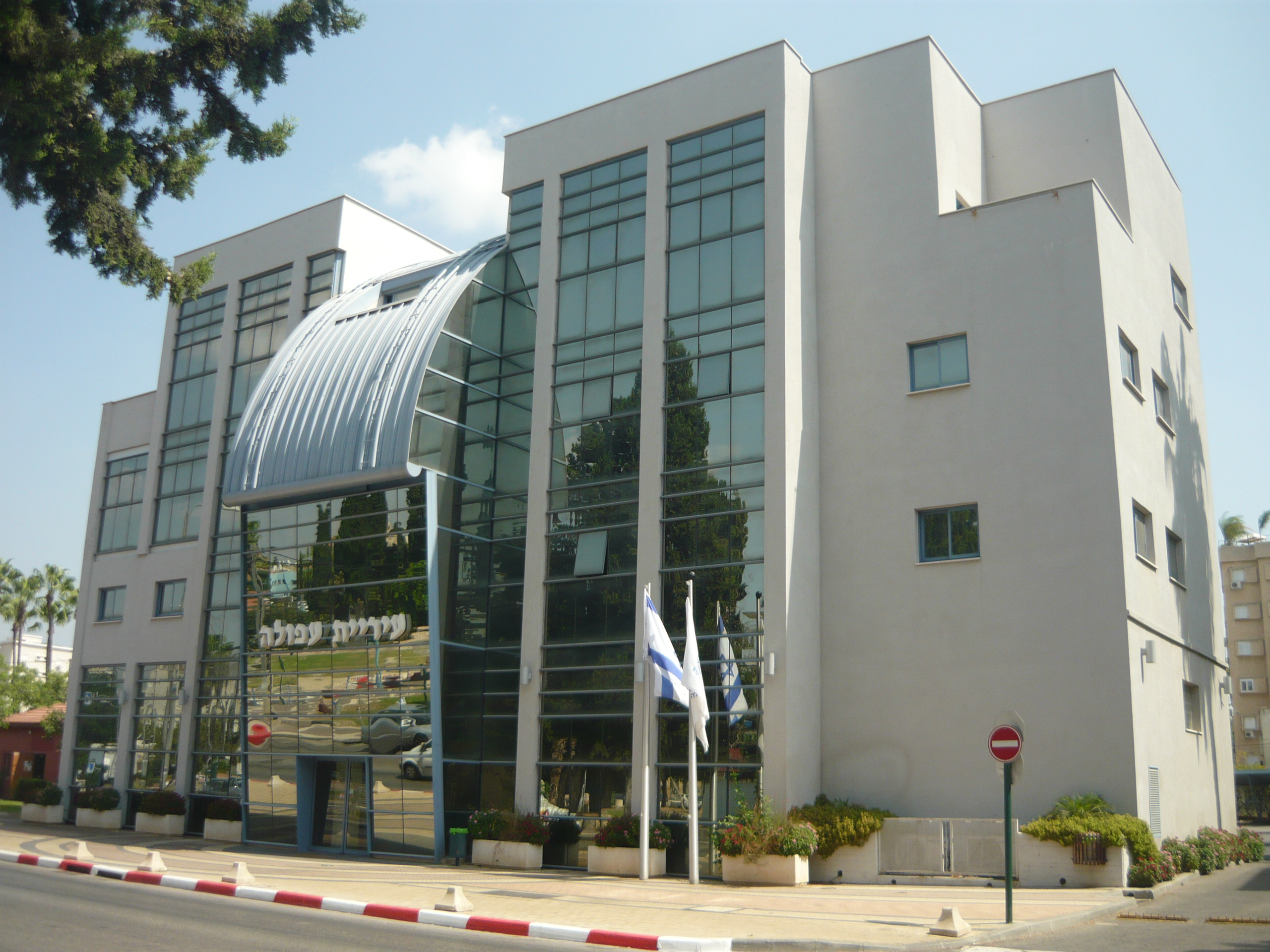
Edificio del ayuntamiento de la ciudad.

De acuerdo a la CBS, en el 2001 las etnias de la ciudad estaban conformadas en un 99.4% por judíos y otros no árabes, no existiendo población árabe de manera significativa. En el 2001 se encontraban establecidos en la ciudad 262 inmigrantes. Había en dicho año 18.500 hombres y 19.900 mujeres. La población de la ciudad comprendía un 34,3% de 19 años o menos, 15,8% entre 20 y 29 años, 17,5% entre 30 y 44, 16,9% de 45 a 59, 4% de 60 a 64 y 11,5% de 65 años a más. El crecimiento de población en el 2001 fue de 0,9%.[cita requerida]

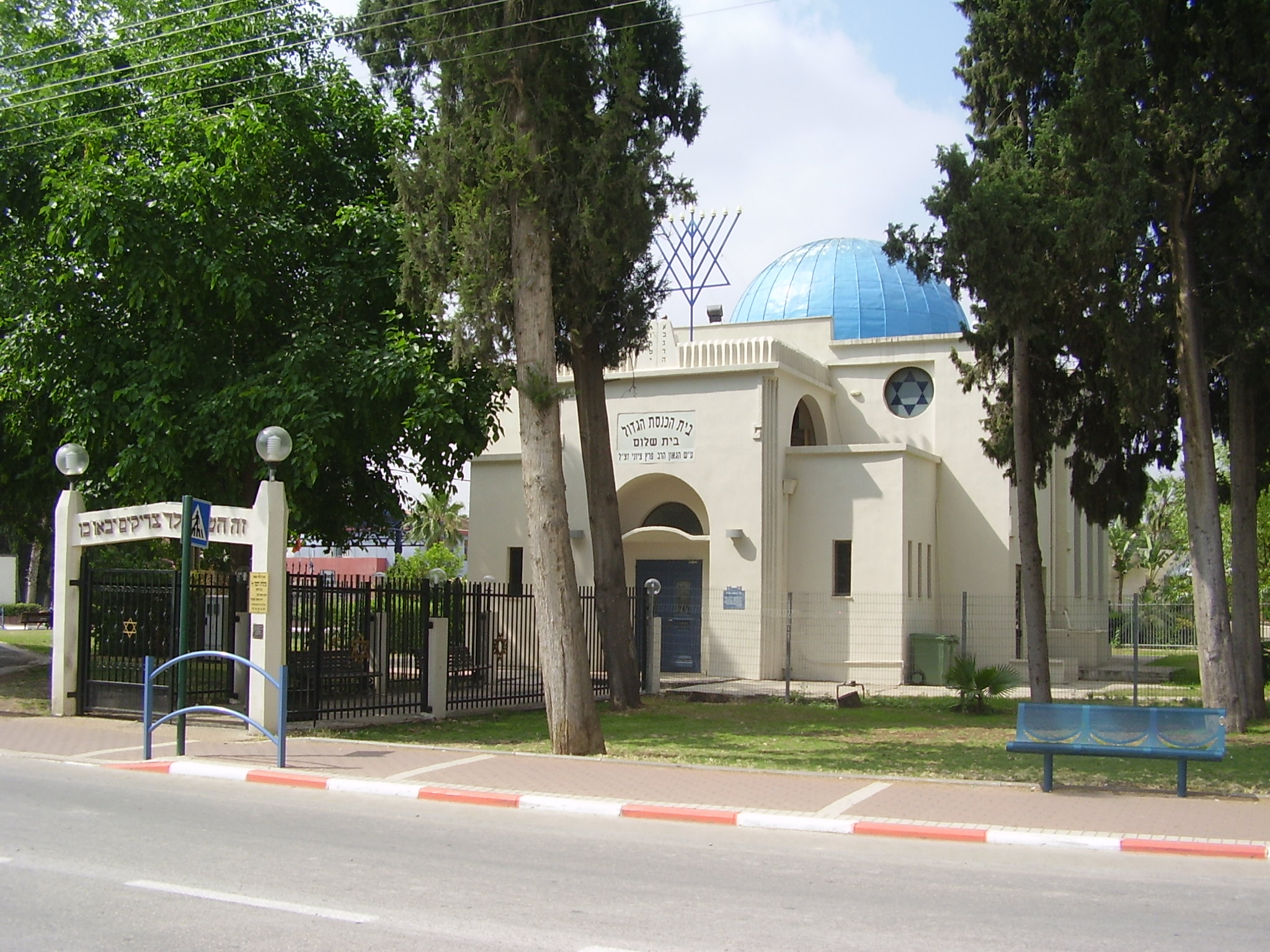
Gran Sinagoga de Afula.

## Geografía
- Altitud: 78 metros.
- Latitud: 32°36′39″ N
- Longitud: 35°17′30″ E

## Ingresos anuales
De acuerdo a la CBS, en el año 2000, en la ciudad había 13.762 trabajadores asalariados y 887 subempleados. El salario promedio mensual en el 2000 para un trabajador asalariado en la ciudad es de 4.723 nuevos shekel. Hay 962 personas desempleadas que reciben beneficios y 3.938 que reciben un ingreso por garantías.

## Educación
Según la CBS, hay 24 escuelas y 8.688 estudiantes en la ciudad. Existen también 16 escuelas elementales con 3,814 estudiantes, y 12 institutos con 4.874 estudiantes en ellos. 52,3% de la población tenían un certificado de matrícula en el 2001.

## Ciudades Hermanas
- Santa Fe, Argentina